# Face Control
Face Control – drugi album Handsome Furs.

## Lista utworów
1. "Legal Tender" – 2:50
2. "Evangeline" – 3:40
3. "Talking Hotel Arbat Blues" – 2:40
4. "(Passport Kontrol)" – 1:24
5. "All We Want, Baby, Is Everything" – 3:08
6. "I’m Confused" – 3:35
7. "(White City)" – 1:27
8. "Nyet Spasiba" – 4:18
9. "Officer of Hearts" – 5:44
10. "(It’s Not Me, It’s You)" - 1:33
11. "Thy Will Be Done" - 3:16
12. "Radio Kaliningrad" - 4:52